# Linddyna
Linddyna (Biscogniauxia cinereolilacina) är en svampart som först beskrevs av J.H. Mill., och fick sitt nu gällande namn av Zdeněk Pouzar 1979. Linddyna ingår i släktet Biscogniauxia och familjen kolkärnsvampar.  Arten är reproducerande i Sverige. Inga underarter finns listade i Catalogue of Life.